# دهستان آنیا
دهستان آنیا (به لاتین: Anija Parish) یک دهستان در استونی است که در شهرستان هاریو واقع شده‌است.

## خصوصیات
دهستان آنیا ۵۲۰٫۹۴ کیلومترمربع مساحت و ۶٬۲۳۵ نفر جمعیت دارد.